# Sputnik (rivista)
La rivista Sputnik (il nome, letteralmente compagno di viaggio, satellite, è un chiaro riferimento al primo satellite artificiale messo in orbita dall'Unione Sovietica) è una rivista pubblicata a partire dal 1967 in più lingue dall'agenzia sovietica Novosti. Il pubblico a cui si rivolgeva era quello dei paesi esteri, sia gli Stati occidentali che quelli del blocco sovietico.
Sputnik era intesa come una rassegna della stampa sovietica, e riportava anche nel sottotitolo questo concetto. Vi apparivano dunque articoli su ogni aspetto della vita politica, culturale, scientifica e sociale. Gli articoli erano accompagnati da foto e illustrazioni a colori, oltre che a commenti scritti da parte della redazione. La molteplicità della sterminata confederazione sovietica era rappresentata nei diversi aspetti etnografici, geografici e climatici.
La rivista era di piccolo formato, in brossura e stampata su carta patinata - sul modello di Selezione dal Reader's Digest. Per un certo tempo fu stampata in Finlandia. Visto che la maggioranza dei lettori risiedevano nel blocco occidentale i redattori cercarono fin dall'inizio di rinunciare alla retorica socialista, cercando anzi di introdurre aspetti di lieve critica al sistema. La versione tedesca era pubblica sia nella Repubblica Federale che nella Repubblica Democratica Tedesca. Erano particolarmente apprezzati le barzellette di Radio Yerevan, che si prendevano blandamente gioco delle debolezze del socialismo reale. Il contenuto comprendeva anche calendari, lettere dei lettori,  rubriche sugli scacchi, recensioni letterarie, articoli di erboristeria, cruciverba e vignette umoristiche realizzate da artisti sovietici.
Le edizioni a tiratura più numerosa erano quelle tedesca, spagnola, francese, e russa. In Italia fu pubblicata per un breve periodo da Luciano Landi Editore S.p.A. di San Giovanni Valdarno.
Annualmente la rivista organizzava concorsi che avevano come premio viaggi gratuiti in URSS: i concorsi consistevano in questionari sui temi trattati nella rivista stessa.
Con la perestrojka e la glasnost' di Michail Gorbačëv gli articoli critici verso l'Unione Sovietica aumentarono. I cittadini della RDT venivano a conoscenza degli sconvolgimenti nell'Unione Sovietica grazie a Sputnik, dove ad esempio Stalin veniva paragonato ad Hitler. Artisti caduti in disgrazia erano riabilitati tramite gli articoli di Sputnik: la rivista era sempre molto ambita nella Repubblica Democratica.
Il 19 novembre 1988 il governo della RDT vietò la consegna della rivista tramite il servizio postale, cosa che equivaleva ad una messa al bando. Secondo Neues Deutschland, organo del Partito Socialista Unificato di Germania (SED), la rivista non portava alcun contributo al rafforzamento dell'amicizia tedesco-sovietica, limitandosi a distorcere la storia. Le era rimproverato di essere contro la dottrina ufficiale del partito e di non essere organo ufficiale, e quindi pienamente rappresentativo, del governo sovietico. Poco dopo fu vietata anche a Cuba.
La messa al bando contribuì allo scontento in tutta la RDT ed anche nella stessa SED.
In seguito fu pubblicato per la sola RDT un numero speciale con i contributi più importanti relativi al periodo del divieto. La maggior parte degli articoli riguardavano Stalin, la sua dittatura, i suoi comprimari e le conseguenze del suo regime. Non erano risparmiate critiche al suo successore Leonid Brežnev.
La rivista è pubblicata ancora oggi col titolo Sputnik Nowosti, ma solo in russo. Attualmente si rivolge soprattutto ai cittadini russi che vivono all'estero.